# Hierochloe
Hierochloe is een geslacht uit de grassenfamilie (Poaceae).

## Soorten (selectie)
- Hierochloe alpina
- Hierochloe fraseri
- Hierochloe hirta
- Hierochloe magellanica
- Hierochloe occidentalis
- Hierochloe odorata
- Hierochloe pauciflora
- Hierochloe rariflora
- Hierochloe recurvata
- Hierochloe redolens
- Hierochloe sibirica
- Hierochloe stepporum
- Hierochloe submutica